# Liga Oriente
Liga Oriente（リーガ・オリエンテ）は日本の音楽ユニットである。

## メンバー
- フジモト（プロデューサー・コンポーザー・編曲・ギター・プログラミング）
- 奥島ナヲ（ボーカル・作詞）

## ディスコグラフィー

### アルバム
1. Four Seasons of Broken Bossa（2007年6月13日）
  1. Four Seasons[main theme]
  2. 夜明け前
  3. サイダー
  4. リフレイン
  5. 雨
  6. Speed
  7. Four Seasons[take 2]
  8. 祈り
  9. 情熱
  10. insomnia
  11. 春の日の残像
  12. EARTH-Four Seasons[take 3]
2. Remistura / Remixed and Compiled by Liga Oriente（2007年6月13日）
  1. ひかりのうた -Liga Oriente Remix- （玲葉奈）
  2. セカイセイハ -Liga Oriente Remix-（SOFFet）
  3. My Friend -Liga Oriente Remix-（AI）
  4. サルビアのつぼみ -Liga Oriente Remix-（HOME MADE 家族）
  5. Strong Woman -Liga Oriente Remix-（PUSHIM）
  6. Ride On -Liga Oriente Remix-（MOOMIN）
  7. 波紋 -Liga Oriente Remix-（Keyco）
  8. みずいろの雨 feat.Liga Oriente（大沢美利佳）
  9. brand-new days（May J.）
  10. ためらいの糸 -Planet Soul Forest Stream Remix-（嶋野百恵）
  11. I Say A Little Prayer -Summer Edition-（kazami）
  12. 青空 -Liga Oriente Remix-（RAG FAIR）
  13. ありがとう -Liga Oriente Remix-（wyolica）
  14. 記憶の砂 -Re recorded-（Liga Oriente）

### 参加作品
1. FLAVOR IN THE AIR-Japanese Groove Pops Collection-（ 2003年6月4日 ）
2.記憶の砂
2. HOME MADE 家族「君がくれたもの」（2007年1月31日）
3.サルビアのつぼみ(Liga Oriente Remix)
3. KAME&L.N.K「僕らは強く生きている」（2007年11月07日）
3.DON'T WORRY（Liga Oriente Autumn Mix)
4. COVER LOVER PROJECT「続・青春ロック」（2008年10月22日）
7.イージュー☆ライダー(Vo.奥島ナヲのみ参加)